# Себастиан Фор
Огюст-Луи Себастиан Фор (на френски: Auguste-Louis Sébastien Faure), роден на 6 януари 1858 г. в Сент Етиен и умира на 14 юли 1942 г. в Роаян, е застрахователен агент и след това професионален преподавател.
Международно известен френски анархист пропагандист, масон, той също е либертариански педагог по инициатива на La Ruche и е инициатор на Анархистката енциклопедия през 1925 година.
Първоначално членува в марксистката френска Работническата партия, но под влиянието на Пьотр Кропоткин, Елизе Реклю и Жозеф Тортелие възприема идеите на анархизма.

## Младежки години
Себастиен Фор, роден в традиционалистично и консервативно семейство, той е четвъртото дете в шестчленно семейство. Баща му, Огюст Фор, търговец на коприна, богат буржоа, практикуващ католик, партизанин на Империята, награден с орден на Почетния легион, от подпрдседателя за Обществото на Исус,с което учи задълбочено. След като започва обучението си като семинарист и новициат, той ги прекъсва по молба на баща си, който преживява голям обрат на съдбата, което го кара да обещае да изостави свещеничеството, за да се посвети на семейния бизнес.
Той изпълнява това обещание и се посвещава на търговията, след което изпълнява военните си задължения от 1878 г. След това прекара една година в Англия, преди да се върне и да се установи в Сент Етиен, където е инспектор на застрахователна компания. Той се жени около 1881 г. за Бланш Форе, необвързана,от протестантски произход и се установява с нея около 1885 г. в Бордо. Той решава да скъса със средата, от която произлиза, и затова се ангажира с войнстващ социализъм. Той представлява Лейбъристката партия в законодателните избори от октомври 1885 г., но не е избран. Войнишкият им начин на живот не е оценен от съпругата му и те се развеждат и се установяват поотделно в Париж през 1888 г.

## Либертариански активист
Без изобщо да претендира за някакъв личен принос в теорията на анархизма, се изявява като много добър оратор, агитатор и популяризатор на безвластническите идеи. Като привърженик на умерената линия в движението той защитава еклектичното виждане за обединяване на всички тенденции – анахо-комунизъм, анархо-синдикализъм и анархо-индивидуализъм. Въпреки че не се включва в новото тогава синдикално движение от края на 90-те години на XVIII век, самият той е бил активен трейд-юнионист. Без някога да е бил индивидуалист той го възприема сериозно по отношение някои анархисти. Бил е против насилствените методи на анархо-тероризма, но е симпатизирал на тези които ги използват и прилагат в практиката. През 1921 г. той е един от основните критици на „комунистическата“ диктатура в Съветския съюз.
Установен в Париж през 1888 г., той постепенно се откъсва от гедизма и започва да се интересува от анархисткото движение. Той става пламенен пропагандист на либертарианския идеал, пътувайки из цяла Франция, за да изнася лекции с поразителни или провокативни заглавия: „Дванадесет доказателства за несъществуването на Бог“, „Парламентарно гниене“, „Нито ред, нито подчинение ...“. Неговите обиколки, щателно подготвени, скоро постигнат голям успех. Основният му прицел са държавата, граждансрвото и религията.
През 1894 г. той става настойник на Сидони Вайлан след екзекуцията на баща ѝ Огюст Вайлан.
На процеса на тридесетте, на 6 август 1894 г, пред Assize Court of Seine, той е един от обвиняемите в „Процеса на тридесетте“, но излиза оправдан, защитаван от Джордж Деспласие. Анархистите намират процеса за опит чрез вменяване на криминална конспирация в тяхната дейност с цел разрушаването на анархистическото движение.През 1895 г. той основава, заедно с Луиза Мишел, вестник „Le Libertaire“. По време на аферата „Драйфус“ той е един от лидерите на битката на Алфред Драйфус.

## Кошерът
През 1904 г. той създава либертарианско училище La Ruche близо до Рамбуйе .
През февруари 1917 г. La Ruche е затворен за постоянно поради ограничения, наложени от Първата световна война.
Себастиан Фор се установява в Париж, където отваря печатница „La Fraternelle“ на 55-та улица „Pixérécourt Paris 20-th“, която ще бъде затворена едновременно с неговото периодично издание, когато той напуска Париж през декември 1917 г.
На тази дата срещу него е подадена жалба за непристойно поведение. Осъден по подразбиране на две години затвор, той се завръща в Париж, където е арестуван 11 януари 1918 г. Процесът срещу него се провежда на 28 януари, а наказанието му е намалено на шест месеца лишаване от свобода. Въпреки че твърди, че е жертва на несправедливост, Себастиан Фор решава да не обжалва и излежава присъдата си.

## Анархистката енциклопедия
През януари 1922 г, той публикува първия брой на „La Revue anarchiste“,който редактира до 1925 година.
През 1934 г. той инициира амбициозния проект „Анархистическа енциклопедия“,който обединява няколкостотин сътрудници, сред които освен самия Себастиан Фор са Луиджи Бертони, Пиер Беснар, Емил Арман, Хан Райнер, Огюстин Суши, Макс Нетлау, Вол Нетлау, Аристид, и т.н. Публикувана е само първата част, в четири тома с общо 2893 страници.
През 1936 г. активно подкрепя испанските революционери. Френски доброволци създават бригадата „Себастиан Фор“, която интегрира колоната на Буенавентура Дурути по време на Гражданската война в Испанияи се бие пред Сарагоса. Самият той отива там през август същата година.
Това ще бъде последният му голям двубой. След това той води кампания за пълен пацифизъм, но аудиторията му е все по-ограничена.
По време на Втората световна война, донякъде съкрушен от събитията, той остава в Роян със съпругата си, с която се събира след четиридесет години раздяла. Там той почива от инсулт на 14 юли 1942 година.

## Масонството
Себастиен Фор е иницииран на 28 юни 1884 г. в ложата на Великия Ориент на Франция, в Бордо, той преминава през различни посцещения в същия ден 31 октомври 1884 г. На 3 ноември 1905 г, той се присъединява към ложата „Le Progrès“ в Париж. Той се оттегля от масонството около 20 декември 1917 г. след 33 години членство, разочарован от в мнозинственото си националистическо течение по време на Първата световна война.

## Работи
От 1925 и 1934 г. той е инициатор на Анархистката енциклопедия. Признат за своята педагогика и качествата си като оратор, Фор също е автор на множество книги и текстове, включително:
„Световната болка: либертарната философия“ – 1895 г.; „Шарлатаните: либертарната философия“ (непубликувана); и „Моят комунизъм: световното щастие“ и „Отговор на една вярваща“ (на български).

## В художествената литература и киното
Във френския сериал Paris Police 1900 Себастиан Фор е изобразен от Яник Ландрайн.